# Lao Che
Lao Che — польський кросоверовий (crossoverowa) гурт, створений колишніми членами ансамблю «Koli» в 1999 році в Плоцку.

## Члени гурту
- Маріуш «Denat» Денст — семплер, анімація
- Губерт «Spięty» Добачевський — вокал, ритм-гітара
- Міхал «Dimon» Ястшембський — барабан
- Філіп «Wieża» Ружанський — клавішні
- Якуб «Krojc» Покорський — ведуча гітара
- Рафал «Żubr» Борицький — басова гітара
- Мацек «Trocki» Дзержановський — ударні інструменти

## Відійшов
- Міхал «Warz» Важийький — гітара

## Історія
Дебютний альбом, Гусла, гурт випустив у січні 2002 року.
Другий диск Lao Che, Варшавське повстання був випущений у березні 2005 року. Гурт став відомий після виходу цього альбому. У липні того ж року, на прохання Музею Варшавського повстання, був записаний сингл Черняків (Czerniaków). У 2005 році, після успіху диску Варшавське повстання, гурт виступив на фестивалі Зупинка Вудсток.
У 2006 році гурт знов з'явилася на Вудстоку, де був нагороджений Золотою Дзигою, яка присуджена аудиторією, а також на 27 Огляді Акторської пісні у Вроцлаві. 5 травня 2006 року вийшов DVD Lao Che, Варшавське повстання, який показує кадри з концерту у Варшаві в клубі Proxima, у березні 2006 року, кадри з концерту в річницю Варшавського повстання в 2005 року, кліпи на пісні Кінець і Черняків, а також короткий відеофільм про Музей Варшавського повстання.
13 квітня 2007 Lao Che вирушив концертувати разом з гуртом Armia.
Третій альбом, названий Госпел, був випущений 22 лютого 2008 року. Першим синглом з альбому стала пісня Шановни Пане, вже в січні 2008 року був доступний на сайті видавництва OpenSources. Альбом Госпел це найбільший комерційний успіх гурту — він отримав статус золотого диску, пісні з нього отримали високі оцінки в списку Польського радіо Три (Hydropiekłowstąpienie, Чорні Ковбої).
У 2008 році, Lao Che втретє виступає в Вудстоку, запис концерту з'явився 29 листопада на DVD.
Lao Che виступає на фестивалі Рок Он (Rock On) в Веселої, 2010 р.
Четвертий альбом гурту, Постійний струм/Змінний струм випущено 1 березня 2010 року. Диск з піснею Час опублікований в середині січня 2010 року як радіо-сингл.
У березні 2010 року гурт виїхав у тур Постійний струм/Змінний струм. 30 липня 2010 році четвертий раз гурт виступив на Вудстоку граючи матеріал з диска Постійний струм/Змінний струм, уникаючи при цьому Варшавського повстання.

## Альбоми
Гусла — диск випущений у січні 2002 року. На цьому записі все призначено для зображення атмосфери старовини, середньовіччя і історичних відносин прямо зі слов'янських території. Все записане сучасними звуками, які збагачують і об'єднують характер музики групи. Слід очікувати архаїчних текстів, багато неологізмів та запозичень з культури східних слов'ян. Це цікаве культурне зіставлення, з досить темною і таємничою концепцію, пов'язаною з Гуслами, тобто ритуалом викликання духів. До всього додано вставки самплі (sampli) і радіо шум, які дають музиці оригінального характеру. Це незвичайний альбом, який зацікавить слухачів, котрі шукають в музиці щось більше, ніж ритм і мелодію.
Варшавське повстання — Дата виходу CD — березень 2005 року. Ідея другого альбому групи вже з'явилися на заключному етапі роботи над диском Гусла. У середині 2003 року група почала записувати музику, яка повинна відображати 10 картин, найбільш значущих подій для цього зусилля. Диск записний в студії Обух, яке оснащене в старе електронічне спорядження. Для записів використано, в основному старі мікрофони, які пам'ятають 60-ті роки або навіть 30-ті.
Госпел — Дата випуску CD — лютий 2008 року. Третій альбом Лао Че не дублює концепції та моделі попередніх дисків. Третій диск показує зацікавленість самою музкою — значить зовсім інша аура оточувала продукцію, підготовку, композицію
та реалізацію. Радість зі звуку. Радість з ритму. Запис був здійснений в аналогової технології в студії Польського радіо (S-3, S-4) з архаїчним спорядженням до запису магнітної стрічки. Музиканти інспіровані цирковою музикою, а також старим польським мультфільмом. Тексти відображають сучасний світ людини, його соціальні і релігійні відносини, гротескові тексти описують її недоліки і слабкості. Назва альбому Госпел відображає карикатуральне бачення реальності.
Постійний струм/Змінний струм — цього разу без будь-якої концепції. Кожна пісня це окрема історія. Тексти пісень цікаві, повні абсурдних історій, в яких не бракує словесних ігор. На четвертому диску більше чути клавіші і самплери (sampler), ніж електричні гітари, барабани взаємодіють з перкусійним автоматом. Команда приділяє велику увагу до експериментів зі звуком, між іншими ретро електроніки і зимнохвильових звуків. Записи здійснив Мартин Борс (зокрема: Гей, Носовска, Погодно).
Перший сингл з диску — пісня Час.

## Дискографія

### Альбоми
- 2002 — Гусла — видавець S. Р. Records — золотий диск
- 2005 — Варшавське повстання — видавець Ars Mundi
- 2008 — Госпел — видавець Антена Крику — золотий диск
- 2010 — Постійний струм/Змінний струм — видавець Антена Крику

### Сингли
- 2002 — Ключник
- 2005 — Черняків
- 2008 — Шановни Пане
- 2008 — Гидропекловступення (Hydropiekłowstąpienie)
- 2008 — Чорні Ковбої
- 2008 — Іспанець
- 2010 — Час
- 2010 — Зима століття
- 2010 — Постійний струм/Змінний струм

### Відео
- Варшавське Повстання 2006
- Вудсток 2008

## Нагороди
- Виборча Газета визнала Варшавське Повстання подією № 1 у польській музиці в 2005 році
- Слухачі III Програми Польського Радіо визнали Варшавське Повстання за найкращий альбом 2005 року
- Тижневик Przekrój визнав Варшавське Повстання одним з 5 найкращих польських компакт-дисків 2005 року
- Номінація до нагороди Нічні Марки за 2005 рік журналу Активіст (Aktivist) в категорії Найкращий польський ансамбль року
- Номінація до нагороди Фридерик 2005 в категорії «Альбом року» — альтернативна музика
- Золотий Дзиг за Вудсток 2006 року
- Премія Третьої Програми Польського Радіо, імені Матеуша Свіеціцького — Матеуш 2008 за «енергію і пристрасті створювання, за уміння провокувати людей думати про людську вдачу» (10 вересня 2008 року)
- Мистецька Премія Міста Торунь імені Григорія Ціеховського 2008
- Команда Lao Che була визнана сайтом infomuzyka.pl за найкращий польський ансамбль 2008 року
- Слухачі Трійки (Польське Радіо, передача «Культурний Радіо-Дім»), вибрав альбом Госпел «найкращим альбомом (з музикою)» в 2008 році
- 25 лютого 2009 — Тайняк (TAJNIAK) 2008 (нагороджений журналом Тайняк) в категорії «Альбом року» для групи Лао Че і CD Госпел
- 17 квітня 2009 команда Лао Че одержала нагороду «Гарантія Культури» присуджену TVP Культурою
- 31 липня 2010 команда Лао Че отримала нагороду міста Варшава для видатних мешканців Варшави, котрі діють для розвитку столиці: людей культури, науки і мистецтва
- Відео на пісню Життя як трамвай Лукаша Русінка був обраний найкращим анімаційним кліпом 19-ого Кінофестивалю Ях (19 Yach Film Festiwal)